# Ephippiger
Ephippiger is een geslacht van rechtvleugeligen uit de familie van de sabelsprinkhanen (Tettigoniidae). De wetenschappelijke naam van dit geslacht is voor het eerst voorgesteld door Arnold Adolph Berthold in een publicatie uit 1827..

## Soorten
Het geslacht Ephippiger omvat de volgende soorten:
- Ephippiger apulus (Ramme, 1933)
- Ephippiger camillae Fontana & Massa, 2000
- Ephippiger carlottae Fontana & Odé, 2003
- Ephippiger cavannai Targioni-Tozzetti, 1881
- Ephippiger diurnus Dufour, 1841 - Zadelsprinkhaan
- Ephippiger ephippiger (Fiebig, 1784) - Oostelijke zadelsprinkhaan[2]
- Ephippiger melisi Baccetti, 1959
- Ephippiger perforatus (Rossius, 1790)
- Ephippiger persicarius Fruhstorfer, 1921 - Zwitserse zadelsprinkhaan[2]
- Ephippiger provincialis Yersin, 1854
- Ephippiger ruffoi Galvagni, 1955
- Ephippiger terrestris Yersin, 1854 - Alpenzadelsprinkhaan[2]
- Ephippiger tropicalis Baccetti, 1985
- Ephippiger zelleri Fischer, 1853